# John Michael Criley
El Dr. J. Michael Criley, MD, FACC, MACP, es profesor emérito de la Escuela de Medicina David Geffen de la Universidad de California, Los Ángeles. Ha hecho un número importante de contribuciones pioneras en el campo de cardiología y la educación médica del examen físico. Fue clave en el desarrollo del programa de paramédicos en la ciudad de Los Ángeles, California. Es reconocido mundialmente como una autoridad en hemodinámicas cardíaca, la auscultación cardíaca, la cateterización cardíaca y enfermedades valvulares del corazón. Sirvió por 25 años como jefe de división en UCLA-Harbor en la ciudad de Torrance, California. Además, se le acredita como el creador del término prolapso de la válvula mitral, al demostrar al Dr. Barlow que no era cuestión de un aneurisma de una valva mitral sino el desplazamiento de la valva, lo que causaba el trastorno.